# Chinmayananda

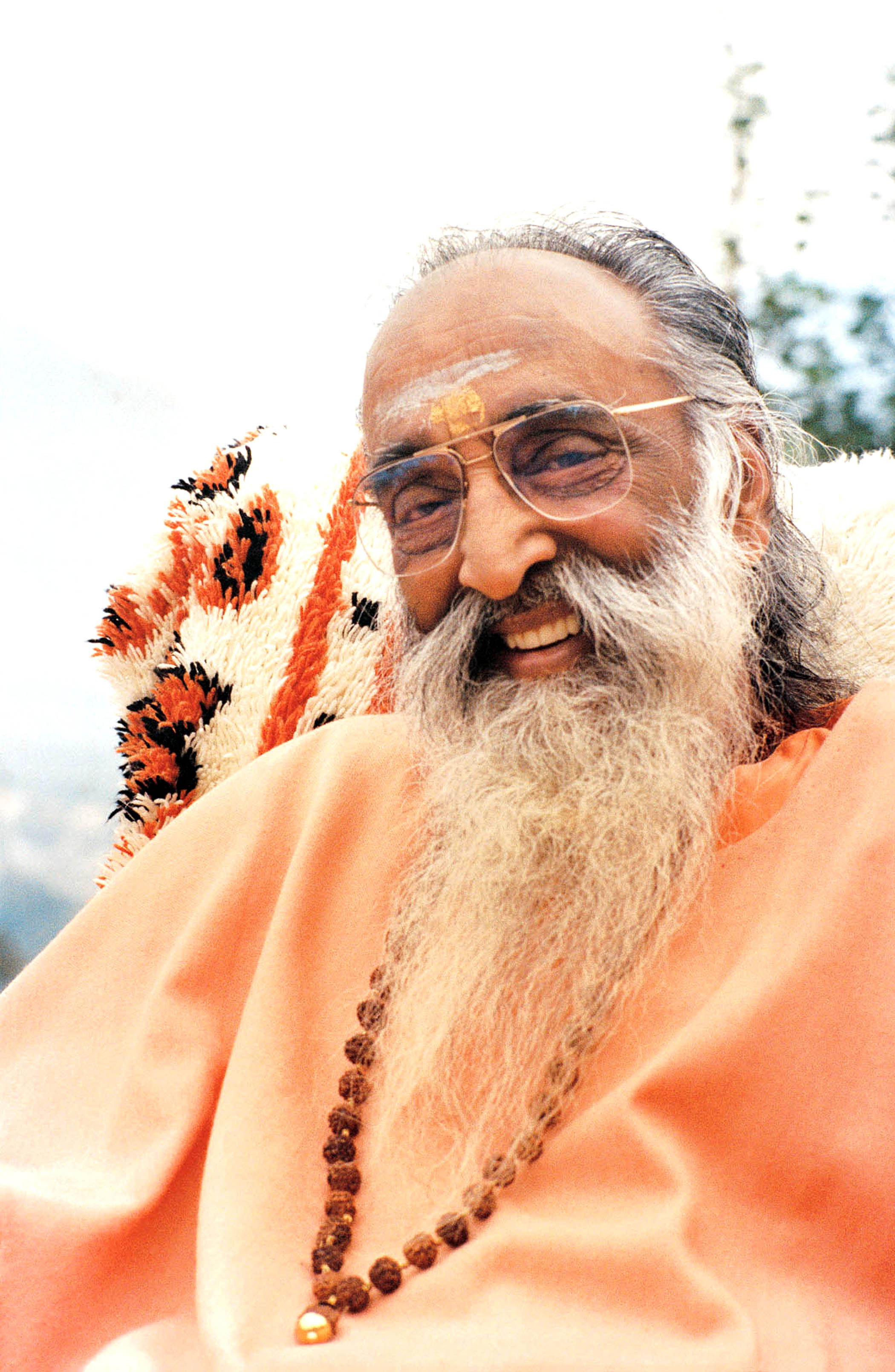

H.H. Swami Chinmayananda (1916, Kerala, India – 1993, San Diego, California), nacido como Balakrishna Menon, fue un líder espiritual de la India y maestro de hinduismo, que inspiró la formación de la Misión Chinmaya en 1953 para difundir el mensaje del  Vedanta. La Misión Chinmaya tiene cerca de 300 centros en la India y en el mundo.
Se graduó de la Universidad de Madrás en 1939 y obtuvo título en literatura inglesa en la universidad de Lucknow. Chinmayananda fue discípulo de Swami Sivananda en Rishikesh, India, quien fundó la Sociedad de Vida Divina, y luego fue a estudiar con H.H. Swami Tapovan Maharaj en Uttarkashi en los Himalayas.
Swami Chinmayananda desarrolló la tradición de Gyana Yagnas, en una labor para promover el mensaje del Bhagavad-gītā y los Upanishads. Sus restos están depositados en el Ashram Sidhbari en los Himalayas.